# 4-Formylphenylboronsäure
4-Formylphenylboronsäure (4-FPBA) ist ein vielseitiger Synthesebaustein und wichtiges Zwischenprodukt bei der Darstellung von agrochemischen und pharmazeutischen Wirkstoffen. Industrielle Anwendungen findet die Substanz als Stabilisator und Inhibitor für Enzyme und als Bakterizid.

## Vorkommen und Darstellung
Über die Synthese von 4-Formylphenylboronsäure wurde 1990 aus dem Arbeitskreis von Heinrich Nöth berichtet, als Edukt wurde 4-Brombenzaldehyd benutzt. Die Acetalisierung der Aldehydgruppe erfolgt nach Standardverfahren mit Orthoameisensäuretriethylester und Ethanol zum 1-Brom-4-(diethoxymethyl)benzol. Die Bildung der Grignard-Verbindung mit Magnesium erfordert 1,2-Dibromethan und Aktivierung mit Ultraschall. Umsetzung mit Tri-n-butylborat führt zum geschützten Arylborsäureester, aus dem bei saurer Aufarbeitung in 78%iger Ausbeute das Zielprodukt anfällt.
Mit gleichen Reaktanden, aber durch Aktivierung mit Red-Al und Reaktion mit dem Borsäureester bei −60 °C liefert 4-FPBA in 94%iger Ausbeute, auch im Kilogrammmaßstab.
Bei der Verwendung der Aryllithiumverbindung des 1-Brom-4-(diethoxymethyl)benzol mittels n-Butyllithium statt der Grignard-Verbindung bei −78 °C wird mit Triisopropylborat zur Einführung der Boronsäurefunktion 4-Formylphenylboronsäure in 99%iger Rohausbeute erhalten.
Nachteilig sind bei beiden Routen der hohe Preis der eingesetzten Edukte, wie 4-Brombenzaldehyd, Borsäureester mit höheren Alkoholen und Butyllithium, sowie die schwierige Aufarbeitung nach der Hydrolyse durch n-Butanol bei der Nöth-Route.
In jüngerer Zeit wurde ein verbessertes Verfahren unter Verwendung preisgünstigerer Ausgangsstoffe wie 4-Chlorbenzaldehyd, metallisches Lithium und Trimethylborat patentiert.
4-Formylphenylboronsäure kann auch durch Hydrolyse von Kalium-4-formylphenyl-trifluorborat mittels saurem Aluminiumoxid oder Siliciumdioxid dargestellt werden. In der Regel dienen Phenylboronsäuren als Ausgangsverbindungen für die entsprechenden Kalium-aryltrifluorborate.

## Eigenschaften
4-Formylphenylboronsäure kristallisiert in farblosen Nadeln oder fällt als geruchloses, weißliches Pulver an, das sich wenig in kaltem, besser in heißem Wasser löst. Die Verbindung ist außerordentlich stabil und bildet leicht Dimere und cyclische trimere Anhydride, die die Reinigung erschweren und zur Protodeboronierung, einer bei der Suzuki-Kupplung häufigen Nebenreaktion unter Abspaltung der Boronsäurefunktion, neigen.

## Anwendungen
4-Formylphenylboronsäure findet Verwendung in Suzuki-Kupplungen zum Aufbau von pharmakologisch aktiven Biphenyl-Verbindungen, wie z. B. bei einer verbesserten Synthese einer Vorstufe des blutdrucksenkenden AT1-Antagonisten Telmisartan.
Auch palladiumkatalysierte Aryl-Heteroaryl-Verknüpfungen nach Suzuki nutzen 4-FPBA als Molekülbaustein, wie z. B. in der Synthese von Aryl-Benzimidazol-Derivaten, die an Peroxisom-Proliferator-aktivierte Rezeptoren (PPARγ) andocken und die Expression einer Vielzahl von Genen aktivieren.
In einer Kupfer-vermittelten Fluoralkylierungsreaktion kann die Boronsäuregruppe des 4-FPBA mit perfluorierten Alkyliodiden (Rf-I) unter milden Bedingungen durch eine Perfluoralkylkette ersetzt werden.
4-Formyphenylboronsäure findet in industriellem Maßstab Anwendung als Enzymstabilisator für Proteasen und insbesondere für Lipasen in flüssigen Waschmittelzubereitungen. Die Zugabe von 4-FPBA in Mengen < 0,08 Gewichtsprozent in der Formulierung verringert den Verlust an hydrolytischer Aktivität der eingesetzten Enzyme und erhöht die Lagerstabilität von enzymhaltigen Flüssigwaschmitteln.